# Rhinolophus euryotis
Rhinolophus euryotis is een zoogdier uit de familie van de hoefijzerneuzen (Rhinolophidae). De wetenschappelijke naam van de soort werd voor het eerst geldig gepubliceerd door Temminck in 1835.

## Voorkomen
De soort komt voor in Indonesië en Papoea-Nieuw-Guinea.